# Berria
Berria qui signifie La Nouvelle en basque, est le seul journal édité complètement dans la langue basque et qui peut être lu dans l'intégralité du Pays basque. Il a été créé après la fermeture du journal basque Egunkaria par les autorités espagnoles.
Berria est édité tous les jours, excepté le lundi. Sa première parution fut éditée le 21 juin 2003. Le siège social du journal est à Andoain, Guipuscoa, dans la région de la Communauté autonome basque ou Euskadi, en Espagne. Il y a également des bureaux de presse à Vitoria-Gasteiz, à Pampelune, à Bilbao et à Bayonne en France.